# Tôm hùm Úc
Metanephrops australiensis, thường được gọi là tôm hùm Úc hoặc tôm hùm Tây Bắc, là một loài tôm hùm thuộc họ Tôm hùm càng. Nó được tìm thấy ngoài khơi bờ biển phía tây bắc của Western Australia, từ thành phố Eucla, Tây Úc đến Indonesia. Nó sinh sản nhiều ở gần Port Hedland.